# Velké Všelisy
Obec Velké Všelisy se nachází v okrese Mladá Boleslav, kraj Středočeský. Rozkládá asi třináct kilometrů západně od Mladé Boleslavi, má čtyři části a celkem zde žije 407 obyvatel.

## Historie
První písemná zmínka o obci je z roku 1180, kdy český kníže Bedřich daroval vesnici pražskému biskupu Vališovi. Obec měla zajišťovat výživu kněží a mnichů na Hradčanech, Vyšehradě a Staré Boleslavi. Další historické zprávy jsou z roku 1338, kdy byly Všelisy majetkem staroboleslavské kapituly.
V 16. století došlo k rozdělení obce na Velké a Malé Všelisy. Malé Všelisy byly kvůli svému propojení s Hradčany a Vyšehradem nazývány také Všelisky nebo Pražské Všelisky.
Následná historie Malých a Velkých Všelis je plná jejich slučování a rozdělování: v roce 1842 byly tyto dvě obce administrativně sloučeny. V roce 1921 byly naopak osamostatněny a tento stav trval do roku 1979. Od 1. ledna 1980 byly k Velkým Všelisům administrativně připojeny obce Malé Všelisy, Zamachy a Nemyslovice. Poslední z těchto tří obcí vydržela ve společném svazku jen do 30. června 1990. Ke 29. dubnu 2011 zde bylo přihlášeno k trvalému pobytu 367 obyvatel.

### Územněsprávní začlenění
Dějiny územněsprávního začleňování zahrnují období od roku 1850 do současnosti. V chronologickém přehledu je uvedena územně administrativní příslušnost obce v roce, kdy ke změně došlo:
- 1850 země česká, kraj Jičín, politický i soudní okres Mladá Boleslav;[6]
- 1855 země česká, kraj Mladá Boleslav, soudní okres Mladá Boleslav;[6]
- 1868 země česká, politický i soudní okres Mladá Boleslav;[6]
- 1939 země česká, Oberlandrat Jičín, politický i soudní okres Mladá Boleslav;[7]
- 1942 země česká, Oberlandrat Praha, politický i soudní okres Mladá Boleslav;[8]
- 1945 země česká, správní i soudní okres Mladá Boleslav;[9]
- 1949 Pražský kraj, okres Mladá Boleslav;[10]
- 1960 Středočeský kraj, okres Mladá Boleslav.[11]

### Rok 1932
V obci Veliké Všelisy (přísl. Krušiny, 700 obyvatel, poštovní úřad, telegrafní úřad) byly v roce 1932 evidovány tyto živnosti a obchody: autobusová doprava, družstvo pro rozvod elektrické energie v Krušinách, holič, 2 hostince, kolář, kovář, 2 krejčí, obuvník, pekař, pohodný, 2 porodní asistentky, 2 řezníci, švadlena, 3 obchody se smíšeným zbožím, trafika, velkostatek Weinmann.
Ve vsi Malé Všelisy (235 obyvatel, samostatná ves se později stala součástí Velkých Všelis) byly v roce 1932 evidovány tyto živnosti a obchody: hostinec, 2 kováři, krejčí, 11 rolníků, obchod se smíšeným zbožím, spořitelní a záložní spolek pro Malé Všelisy a Veliké Všelisy, trafika.
Ve vsi Velké Zamachy (350 obyvatel, samostatná ves se později stala součástí Velkých Všelis) byly v roce 1932 evidovány tyto živnosti a obchody: 2 hostince, kolář, kovář, 7 rolníků, řezník, obchod se smíšeným zbožím, výroba hospodářských strojů, trafika.

## Části obce
Velké Všelisy jsou tvořeny následujícími částmi obce:
- Velké Všelisy
- Krušiny – část obce nacházející se zhruba 2,5 km jihovýchodním směrem od části Velké Všelisy
- Malé Všelisy – část obce nacházející se severně od části Velké Všelisy, tyto dvě části obce jsou od sebe odděleny údolím
- Zamachy

Od 1. ledna 1980 do 23. listopadu 1990 k obci patřily i Nemyslovice.

## Pamětihodnosti
- Zámek Velké Všelisy – pochází z roku 1832. Předtím na jeho místě stávala středověká tvrz ze 14. století.

## Obyvatelstvo

### Údaje ze sčítání obyvatelstva (1869–2001)
Tyto údaje pocházejí ze sčítání lidu.
| Obec                          | Část obce                     | 1869 | 1880 | 1890 | 1900  | 1910  | 1921  | 1930  | 1950 | 1961 | 1970 | 1980 | 1991 | 2001 |
| Velké Všelisy                 | Krušiny                       | 69   | 65   | 63   | 59    | 59    | 53    | 47    | 42   | 34   | 29   | 19   | 17   | 15   |
| Velké Všelisy                 | Malé Všelisy                  | 120  | 170  | 182  | 196   | 234   | 235   | 205   | 106  | 159  | 161  | 123  | 90   | 61   |
| Velké Všelisy                 | Velké Všelisy                 | 435  | 471  | 474  | 579   | 507   | 486   | 493   | 291  | 298  | 243  | 179  | 167  | 168  |
| Velké Všelisy                 | Zamachy                       | 221  | 255  | 267  | 241   | 263   | 258   | 262   | 182  | 206  | 192  | 141  | 108  | 105  |
| Velké Všelisy (všechny části) | Velké Všelisy (všechny části) | 845  | 961  | 986  | 1 075 | 1 063 | 1 032 | 1 007 | 621  | 697  | 625  | 462  | 382  | 349  |

### Vývoj obyvatelstva podrobně v letech 1971–2010
Pro větší přehlednost je toto období rozděleno do tří tabulek.
- První tabulka uvádí údaje za samostatnou obec Velké Všelisy s částmi Velké Všelisy a Krušiny
- Druhá tabulka: 1. ledna 1980 byly k Velkým Všelisům administrativně přičleněny její dnešní součásti (Malé Všelisy a Zamachy) a dnes již samostatná obec Nemyslovice
- Třetí tabulka uvádí počet obyvatel dnešních čtyř částí obce po osamostatnění obce Nemyslovice

Legenda k tabulkám:
- přirozený přírůstek se skládá z čísel uvedených ve sloupcích narození a zemřelí
- migrační přírůstek je součtem sloupců přistěhovalí a vystěhovalí
- celkový přírůstek je součtem přirozeného a migračního přírůstku

#### 1971–1979
| Rok  | Obyvatelstvo             | Obyvatelstvo    | Obyvatelstvo    | Obyvatelstvo    | Obyvatelstvo    | Obyvatelstvo        | Obyvatelstvo       | Obyvatelstvo      | Obyvatelstvo               |
| Rok  | stav k 1. 1. daného roku | meziroční změna | meziroční změna | meziroční změna | meziroční změna | meziroční změna     | meziroční změna    | meziroční změna   | stav k 31. 12. daného roku |
| Rok  | stav k 1. 1. daného roku | narození        | zemřelí         | přistěhovalí    | vystěhovalí     | přirozený přírůstek | migrační přírůstek | celkový přírůstek | stav k 31. 12. daného roku |
| 1971 | 270                      | 5               | 2               | 6               | 20              | 3                   | −14                | −11               | 259                        |
| 1972 | 259                      | 6               | 4               | 1               | 9               | 2                   | −8                 | −6                | 253                        |
| 1973 | 253                      | 2               | 5               | 13              | 14              | −3                  | −1                 | −4                | 249                        |
| 1974 | 249                      | 3               | 2               | 8               | 3               | 1                   | 5                  | 6                 | 255                        |
| 1975 | 255                      | 3               | 4               | 2               | 12              | −1                  | −10                | −11               | 244                        |
| 1976 | 244                      | 7               | 1               | 5               | 21              | 6                   | −16                | −10               | 234                        |
| 1977 | 234                      | 3               | 2               | 13              | 16              | 1                   | −3                 | −2                | 232                        |
| 1978 | 232                      | 4               | 8               | 5               | 20              | −4                  | −15                | −19               | 213                        |
| 1979 | 213                      | 4               | 4               | 6               | 20              | 0                   | −14                | −14               | 199                        |

#### 1980–1990
| Rok  | Obyvatelstvo             | Obyvatelstvo    | Obyvatelstvo    | Obyvatelstvo    | Obyvatelstvo    | Obyvatelstvo        | Obyvatelstvo       | Obyvatelstvo      | Obyvatelstvo               |
| Rok  | stav k 1. 1. daného roku | meziroční změna | meziroční změna | meziroční změna | meziroční změna | meziroční změna     | meziroční změna    | meziroční změna   | stav k 31. 12. daného roku |
| Rok  | stav k 1. 1. daného roku | narození        | zemřelí         | přistěhovalí    | vystěhovalí     | přirozený přírůstek | migrační přírůstek | celkový přírůstek | stav k 31. 12. daného roku |
| 1980 | 199                      | 4               | 2               | 14              | 46              | 2                   | −32                | −30/+433*         | 602                        |
| 1981 | 591                      | 5               | 9               | 15              | 22              | −4                  | −7                 | −11               | 580                        |
| 1982 | 580                      | 5               | 11              | 12              | 19              | −6                  | −7                 | −13               | 567                        |
| 1983 | 567                      | 6               | 7               | 5               | 16              | −1                  | −11                | −12               | 555                        |
| 1984 | 555                      | 8               | 11              | 22              | 21              | −3                  | 1                  | −2                | 553                        |
| 1985 | 553                      | 6               | 16              | 8               | 36              | −10                 | −28                | −38               | 515                        |
| 1986 | 515                      | 14              | 7               | 34              | 25              | 7                   | 9                  | 16                | 531                        |
| 1987 | 531                      | 6               | 8               | 20              | 6               | −2                  | 14                 | 12                | 543                        |
| 1988 | 543                      | 10              | 8               | 13              | 17              | 2                   | −4                 | −2                | 541                        |
| 1989 | 541                      | 7               | 6               | 28              | 30              | 1                   | −2                 | −1                | 540                        |

#### 1990 až současnost
| Rok  | Obyvatelstvo             | Obyvatelstvo    | Obyvatelstvo    | Obyvatelstvo    | Obyvatelstvo    | Obyvatelstvo        | Obyvatelstvo       | Obyvatelstvo      | Obyvatelstvo               |
| Rok  | stav k 1. 1. daného roku | meziroční změna | meziroční změna | meziroční změna | meziroční změna | meziroční změna     | meziroční změna    | meziroční změna   | stav k 31. 12. daného roku |
| Rok  | stav k 1. 1. daného roku | narození        | zemřelí         | přistěhovalí    | vystěhovalí     | přirozený přírůstek | migrační přírůstek | celkový přírůstek | stav k 31. 12. daného roku |
| 1990 | 540                      | 4               | 11              | 9               | 20              | −7                  | −11                | −18/−125**        | 522                        |
| 1991 | 385                      | 2               | 10              | 7               | 6               | −8                  | 1                  | −7                | 378                        |
| 1992 | 378                      | 6               | 10              | 13              | 30              | −4                  | −17                | −21               | 357                        |
| 1993 | 357                      | 8               | 9               | 14              | 17              | −1                  | −3                 | −4                | 353                        |
| 1994 | 353                      | 3               | 8               | 15              | 8               | −5                  | 7                  | 2                 | 355                        |
| 1995 | 355                      | 3               | 4               | 8               | 17              | −1                  | −9                 | −10               | 345                        |
| 1996 | 345                      | 5               | 6               | 13              | 7               | −1                  | 6                  | 5                 | 350                        |
| 1997 | 350                      | 6               | 3               | 7               | 6               | 3                   | 1                  | 4                 | 354                        |
| 1998 | 354                      | 2               | 6               | 3               | 0               | −4                  | 3                  | −1                | 353                        |
| 1999 | 353                      | 2               | 4               | 10              | 4               | −2                  | 6                  | 4                 | 357                        |
| 2000 | 357                      | 5               | 4               | 2               | 14              | 1                   | −12                | −11               | 346                        |
| 2001 | 346/350??                | 1               | 4               | 7               | 2               | −3                  | 5                  | 2                 | 352                        |
| 2002 | 352                      | 4               | 7               | 10              | 8               | −3                  | 2                  | −1                | 351                        |
| 2003 | 351                      | 5               | 3               | 12              | 7               | 2                   | 5                  | 7                 | 358                        |
| 2004 | 358                      | 1               | 6               | 11              | 9               | −5                  | 2                  | −3                | 355                        |
| 2005 | 355                      | 1               | 5               | 10              | 12              | −4                  | −2                 | −6                | 349                        |
| 2006 | 349                      | 2               | 7               | 6               | 7               | −5                  | −1                 | −6                | 343                        |
| 2007 | 343                      | 2               | 4               | 16              | 4               | −2                  | 12                 | 10                | 353                        |
| 2008 | 353                      | 4               | 5               | 25              | 3               | −1                  | 22                 | 21                | 374                        |
| 2009 | 374                      | 4               | 8               | 18              | 6               | −4                  | 12                 | 8                 | 382                        |
| 2010 | 382                      | 2               | 7               | 12              | 21              | −5                  | −9                 | −14               | 368                        |

## Doprava
Silniční doprava
Do obce vede silnice III. třídy.
Železniční doprava
Železniční trať ani stanice na území obce nejsou. Nejblíže obci je železniční stanice Chotětov ve vzdálenosti 6 km ležící na trati 070 v úseku z Neratovic do Mladé Boleslavi.
Autobusová doprava
V obci zastavovaly v červnu 2011 autobusové linky jedoucí do těchto cílů: Bělá pod Bezdězem, Bezno, Mladá Boleslav, Praha (dopravce TRANSCENTRUM bus, s. r. o.) 